# Michael Vašíček
Michael Vašíček (* 25. April 1979 in Brünn, Tschechoslowakei) ist ein ehemaliger deutsch-tschechischer Eishockeyspieler, der zuletzt beim EV Ravensburg in der 2. Eishockey-Bundesliga auf der Position des Verteidigers spielte.

## Karriere
Vašíček begann seine Karriere in der Nachwuchsabteilung des EHC Freiburg. Den Sprung in die Profimannschaft schaffte er 1997, in der er für die Wölfe in der 1. Liga Süd auflief. Nach der Saison wechselte der Verteidiger in die höchste tschechische Eishockeyliga zum HC Plzeň. Dort absolvierte Vašíček zwei Spiele, ehe er als überzähliger Verteidiger bei den Junioren zum Einsatz kam. Daraufhin wechselte er während der Saison nach Šumperk in die dritthöchste Spielklasse, um dort weitere Spielerfahrung zu sammeln.
Aufgrund finanzieller Probleme innerhalb des Vereines kam Vašíček zur Saison 1999/00 wieder zurück nach Freiburg, für die er bis 2005 weitere 242 Spiele absolvierte.
Zur Saison 2005/06 verpflichtete der SERC Wild Wings den Verteidiger, bei denen er insgesamt drei Saisons bestritt.
In der 2008 spielte Vašíček für den ETC Crimmitschau in der 2. Bundesliga. Nach der Saison wurde sein Vertrag mit dem Verein nicht mehr verlängert und er unterschrieb beim Ligakonkurrenten EV Ravensburg.

## Erfolge und Auszeichnungen
- 2011 2. Eishockey-Bundesliga-Meister mit den Ravensburg Towerstars

## Karrierestatistik
(Legende zur Spielerstatistik: Sp oder GP = absolvierte Spiele; T oder G = erzielte Tore; V oder A = erzielte Assists; Pkt oder Pts = erzielte Scorerpunkte; SM oder PIM = erhaltene Strafminuten; +/− = Plus/Minus-Bilanz; PP = erzielte Überzahltore; SH = erzielte Unterzahltore; GW = erzielte Siegtore; 1 Play-downs/Relegation; Kursiv: Statistik nicht vollständig)